# Choroba nowin zbóż
Choroba nowin zbóż – nieinfekcyjna choroba zbóż oraz w mniejszym stopniu innych roślin, powodowana brakiem miedzi w glebie. Brak miedzi występuje najczęściej na glebach lekkich, przy zbyt małym uwilgotnieniu. Choroba osłabia wzrost roślin, co może powodować nawet ich zamieranie. Ze zbóż objawy występują zwykle na owsie, którego końcówki liści bieleją i się zwijają począwszy od brzegów. Zapobieganie chorobie nowin polega na przedsiewnym nawożeniu siarczanem miedzi. W przypadku wystąpienia choroby należy zastosować nawozy dolistne zawierające miedź.